# Irgl
Irgl je priimek v Sloveniji, ki ga je po podatkih Statističnega urada Republike Slovenije na dan 1. januarja 2010 uporabljalo 59 oseb.

## Pomembni nosilci priimka
- Eva Irgl (*1976), političarka, nekdanja TV-voditeljica
- Franc Irgl (1908—1983), veterinar
- Violeta Irgl, pesnica